# Henry Wilson (Komponist)
Henry Wilson (* 2. Dezember 1828 in Greenfield/Massachusetts; † 8. Januar 1878 in Hartfort/Connecticut) war ein US-amerikanischer Komponist.
Wilson arbeitete als Buchdrucker, bevor er um 1850 Organist an St. James in Greenfield wurde. Nach einem Studienaufenthalt in Leipzig war er ab 1855 Organist an der Christ Church in Hartford. Er komponierte kirchenmusikalische Werke, deren volkstümliche Melodik ihm Anerkennung und zugleich Kritik eintrug.

## Quelle
- Alfred Baumgärtner: Propyläen Welt der Musik. Die Komponisten, Band 5, 1989, ISBN 3549078358, S. 545

| Personendaten    | Personendaten               |
| ---------------- | --------------------------- |
| NAME             | Wilson, Henry               |
| KURZBESCHREIBUNG | US-amerikanischer Komponist |
| GEBURTSDATUM     | 2. Dezember 1828            |
| GEBURTSORT       | Greenfield, Massachusetts   |
| STERBEDATUM      | 8. Januar 1878              |
| STERBEORT        | Hartfort, Connecticut       |